# Anders Jonsson (militär)
Gustav Anders Jonsson, född 19 oktober 1920 i Kristinehamns församling i Värmlands län, död 11 juli 2005 i Södertälje-Tveta församling i Stockholms län, var en svensk militär.

## Biografi
Jonsson avlade officersexamen vid Kungliga Krigsskolan 1942 och utnämndes samma år till fänrik vid Bodens ingenjörkår, där han befordrades till löjtnant 1944. Han gick Ingenjörsofficersskolan vid Artilleri- och ingenjörhögskolan (AIHS) 1944–1945 och 1948–1949 samt Högre ingenjörkursen där 1949–1951. Han befordrades till kapten vid Svea ingenjörkår 1950 och var avdelningschef vid staben i I. militärområdet 1951–1956. Han tjänstgjorde 1956–1959 åter vid Svea ingenjörkår (som den 1 juli 1957 namnändrades till Svea ingenjörregemente) och var 1959–1961 chef för Ingenjörtruppernas kadett- och aspirantskola. År 1961 befordrades han till major, varefter han var kurschef för Ingenjörsofficersskolan vid AIHS 1961–1966. Åren 1964–1973 var han adjutant hos Hans Majestät Konungen. Han befordrades till överstelöjtnant 1966 samt var kurschef vid Militärhögskolan 1966–1972 och stabschef vid Svea ingenjörregemente 1972–1975. År 1975 befordrades han till överste, varpå han var han chef för Svea ingenjörregemente 1975–1981.
Anders Jonsson var son till Gustaf Jonsson och Elin Alm. Han gifte sig 1947 med Britta Widing (1926–2016). Anders Jonsson med hustru är begravda på Ruds kyrkogård i Karlstad.

## Utmärkelser
- Riddare av Svärdsorden, 1962.[8]